# 9119 Georgpeuerbach
9119 Georgpeuerbach è un asteroide della fascia principale. Scoperto nel 1998, presenta un'orbita caratterizzata da un semiasse maggiore pari a 3,0494057 UA e da un'eccentricità di 0,0935313, inclinata di 0,86846° rispetto all'eclittica.
L'asteroide è dedicato all'astronomo austriaco Georg von Peuerbach.